# Oncideres diringsi
Oncideres diringsi là một loài bọ cánh cứng trong họ Cerambycidae.